# Brunei Darussalam Central Bank
Die Brunei Darussalam Central Bank (BDCB), bis zum 26. Juni 2021 Autoriti Monetari Brunei Darussalam (AMBD), ist die Zentralbank des Sultanats Brunei.

## Geschichte

### Währungsunion undCurrency Interchangeability Agreement
Am 12. Juni 1967 trat zwischen Brunei, Malaysia und Singapur das so genannte Currency Interchangeability Agreement in kraft. Hierin garantierten sich die Teilnehmerländer gegenseitig, ihre Währungen in einem Eins-zu-Eins-Verhältnis umzutauschen. Infolgedessen wurde die inoffizielle Akzeptanz der Währungen üblich.
Dadurch blieb die nun beendete Währungsunion praktisch im Alltagsleben bestehen. Malaysia schied 1973 aus dem Abkommen aus, zwischen Brunei und Singapur hat es jedoch bis heute Bestand.
Der Beginn des Währungspaktes ging mit der Einführung des Brunei-Dollar einher, welcher den bis dato genutzten Malaya- und Britisch-Borneo-Dollar ablöste.
Zum 40. Jubiläum des Abkommens wurden kommemorative Banknoten in Singapur und Brunei aufgelegt.

### Gründung und Wandel der Institution
Seit der Einführung des Brunei-Dollar im Jahre 1967 fungierte das Brunei Currency Board als Zentralbank Bruneis.
Diese Einrichtung wurde durch neue Legislation mit dem Currency and Monetary Order von 2004 in Brunei Currency and Monetary Board umbenannt. Zudem fanden Änderungen an der Organisation des Vorstandes statt.
Die derzeitige Zentralbank, die Autoriti Monetari Brunei Darussalam (AMBD), wurde am 1. Januar 2011 aufgrund des Autoriti Monetari Brunei Darussalam Order von 2010 etabliert. Ihr Aufgabengebiet wurde im Vergleich zu vorher ausgeweitet und sie übernahm zusätzlich die Aufgaben von vier Abteilungen, die früher in der Kompetenz des Finanzministeriums lagen:
- Brunei Currency and Monetary Board (BCMB)
- Financial Institutions Division (FID)
- Brunei International Financial Center (BIFC)
- Teile der Research and International Division (RID)

## Aufgaben

### Kernziele
Die Kernziele der Bank sind die folgenden:
1. Gewährleistung der heimischen Preis- und Währungsstabilität
2. Stützung des finanziellen Systems von Brunei, insbesondere durch Formulierung von Regulationen und Standards
3. Kontrolle über die Einführung effizienter und moderner Zahlungssysteme
4. Gesundes Wachstum des finanziellen Dienstleistungssektors

### Aufgabenbereiche der Abteilungen
- Monetary Policy and Management Department[8]
  - Sammlung und Aufbereitung statistischen Materials, die heimische Wirtschaft betreffend
  - Pflege der Beziehungen zu offiziellen ausländischen Finanzeinrichtungen

- Monetary Operations Department
  - Currency Management, Currency Design, Mint[9]
    - Entwurf, Produktion und Verteilung von Zahlungsmitteln

  - Reserve Investment[10]
    - Überwachung externer Währungsreserven zur Sicherung der Währungskaufkraft
    - Externe Reserven dürfen nicht weniger als die Gesamtheit der sich in Zirkulation befindenden Banknoten und Münzen betragen

  - Payment & Settlement System[10]
    - Organisation und Überwachung von Bankenübergreifenden Überweisungssystemen
    - Förderung von elektronischen Zahlungsmethoden im südostasiatischen Raum

- Corporate Services & Development
  - Corporate Services[11]
    - Interne Dienstleistungen zur Budgetierung, Kontenverwaltung des AMBD sowie Beschaffungen und Überweisungen
    - Selbstkontrolle zur Einhaltung internationaler Standards

  - Development Division[12]
    - Entwicklung Bruneis als Knotenpunkt zur Verknüpfung regionaler finanzieller Märkte
    - Registrierung von IBCs (International Business Companies) sowie Einzug relevanter Gebühren

- Regulatory Division
  - Lizenzvergabe und Kontrolle dieser Branchen
    - Banken, Geldwechsler, Pfandleihen u. Ä.[13]
    - Versicherungen und Kapitalinvestition[14]
    - Kreditinstitute[15]

- Financial Intelligence Unit[16]
  - Überwachende und investigative Tätigkeiten bzgl. Geldwäsche und der Finanzierung von terroristischen Aktivitäten

## Organisation des Vorstandes

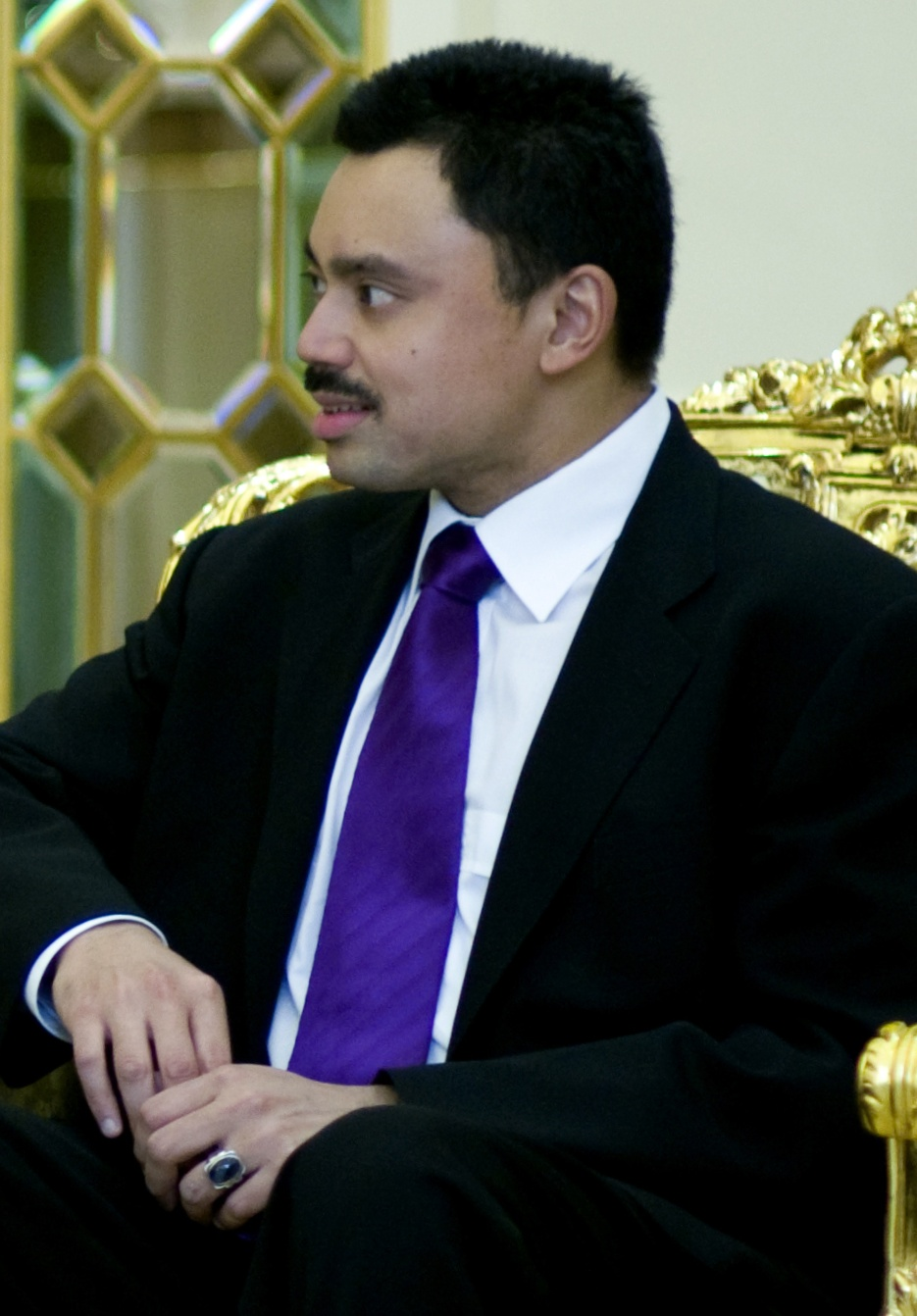
Al-Muhtadee Billah – Vorsitzender des Vorstandes der AMBD (etwa 2016)

Der Vorstand bestand aus folgenden Mitgliedern (Stand Anfang 2016):
- Vorsitzender
  - Prince Haji Al-Muhtadee Billah

- Stellvertretender Vorsitzender
  - Pehin Orang Kaya Indera Pahlawan, Dato Seri Setia Awang Haji Suyoi bin Haji Osman

- Mitglieder
  - Pehin Orang Kaya Laila Setia Dato Seri Setia Awang Haji Abdul Rahman bin Haji Ibrahim
  - Dato Paduka Awang Haji Ali bin Haji Apong
  - Dato Paduka Awang Haji Mohd Roselan bin Haji Mohd Daud
  - Dato Paduka Awang Haji Hisham bin Haji Mohd Hanifah
  - Dato Seri Setia Awang Haji Metussin bin Haji Baki
  - Awang Haji Hamzah bin Haji Sulaiman
  - Awang Yusof bin Haji Abd Rahman

- Generaldirektor
  - Awang Yusof bin Haji Abd Rahman